# Clambus pilosellus
Clambus pilosellus is een keversoort uit de familie oprolkogeltjes (Clambidae). De wetenschappelijke naam van de soort werd in 1876 gepubliceerd door Edmund Reitter.